# Ottavio Strada
Pour les articles homonymes, voir Strada.
Ottavio Strada (né vers 1550 et mort à Prague en 1606) est un antiquaire italien, fils de Jacopo Strada.

## Biographie
Né à Nuremberg, Ottavio Strada succède à son père dans la charge d'antiquaire impérial, et s’applique aux mêmes études.

## Œuvres
- Symbola divina et humana pontificum, imper. et regum ; Prague, 1601, in-fol. ;
- Vitæ imper., cæsarumque, romanorum, usque ad Ferdinandum II imp. ; Francfort, 1615, in- fol., fig.; trad. en allem., ibid., 1628-19, in-fol. ;
- Genealogia Austriæ ducum, regum et imper. a Rodulpho I ad Ferdinandum II ; ibid., 1629, in-fol. : ce recueil est en grande partie l’œuvre de son père ;
- Historia romanorum pontificum usque ad Gregorium XIII, en ms. à Gotha.